# Ivanjica (općina)
Općina Ivanjica općina je u Moravičkom okrugu u zapadnoj Srbiji. Središte općine gradić je Ivanjica. Poznata je i po tome što se u njoj rodio četnički vođa Dragoljub "Draža" Mihailović. U njoj se nalazi i jedna od najstarijih hidroelektrana u Srbiji. Ondje je osnovan i najstariji nogometni klub "Habitfarm Javor". To malo mjesto na obali rijeke Moravice danas je jedno perspektivno turističko mjesto. Uskoro će i planina Golija na čijim se obroncima nalazi Ivanjica biti proglašena rezervatom biosfere.
Po posljednjem službenom popisu stanovništva, provedenom 2002. godine, općina Ivanjica imala je 35.445 stanovnika, raspoređenih u 49 naselja.
Nacionalni sastav:
- Srbi - 35.021 (98,80%)
- ostali - 187 (0,52%)
- nacionalno neizjašnjeni - 108 (0,30%)
- regionalno izjašnjeni - 2 (0,00%)
- nepoznato - 127 (0,38%)

## Naselja u općini
Naseljena mjesta su:
Bedina Varoš, Bratljevo, Brezova, Brusnik, Budoželja,
Bukovica, Vasiljevići, Vionica, Vrmbaje, Vučak,
Gleđica, Gradac, Dajići, Devići, Deretin,
Dobri Do, Dubrava, Erčege, Ivanjica, Javorska Ravna Gora,
Karalići, Katići, Klekova, Kovilje, Komadine, Koritnik,
Kosovica, Kumanica, Kušići, Lisa, Luke,
Mana, Maskova, Medovine, Međurečje, Močioci,
Opaljenik, Osonica, Preseka, Prilike, Ravna Gora,
Radaljevo, Rovine, Rokci, Sveštica, Sivčina,
Smiljevac, Čečina, Šarenik i Šume.

## Poznate osobe
- Dragoljub (Draža) Mihailović, četnički vojvoda